# Open Tarragona Costa Daurada
L'Open Tarragona Costa Daurada è stato un torneo professionistico di tennis giocato sulla terra rossa, che faceva parte dell'ATP Challenger Tour. Si giocava annualmente a Tarragona in Spagna dal 2006.

## Albo d'oro

### Singolare
| Anno | Campione             | Finalista         | Punteggio        |
| ---- | -------------------- | ----------------- | ---------------- |
| 2006 | Paolo Lorenzi        | Younes El Aynaoui | 6–4, 7–6(4)      |
| 2007 | Alberto Martín (2)   | Peter Luczak      | 6–4, 7–5         |
| 2008 | Alberto Martín (1)   | Simon Greul       | 6(5)–7, 6–4, 6–4 |
| 2009 | Daniel Gimeno Traver | Paolo Lorenzi     | 6–4, 6–0         |
| 2010 | Marcel Granollers    | Jaroslav Pospíšil | 1–6, 7–5, 6–0    |

### Doppio
| Anno | Campione                            | Finalista                             | Punteggio           |
| ---- | ----------------------------------- | ------------------------------------- | ------------------- |
| 2006 | Hugo Armando Gabriel Trujillo Soler | Álex López Morón Santiago Ventura     | 6–3, 7–6(3)         |
| 2007 | Marcel Granollers Salvador Ventura  | Pablo Andújar Daniel Muñoz de la Nava | 6–4, 7–6(3)         |
| 2008 | Dusan Karol Daniel Köllerer         | Marc Fornell Marc López               | 6–2, 6–2            |
| 2009 | Tomasz Bednarek Mateusz Kowalczyk   | Flavio Cipolla Alessandro Motti       | 6–1, 6–1            |
| 2010 | Guillermo Olaso Pere Riba           | Pablo Andújar Gerard Granollers Pujol | 7–6(1), 4–6, [10–5] |